# Parti conservateur d'Afrique du Sud
Pour les articles homonymes, voir Parti conservateur.
Le Parti conservateur d'Afrique du Sud (en anglais : Conservative Party of South Africa, CP, ou en afrikaans : Konserwatiewe Party van Suid-Afrika, KP) est un ancien parti politique d'Afrique du Sud, né le 20 mars 1982 d'une scission de l'aile conservatrice du Parti national (NP), alors au pouvoir, et dissous en 2003 lors de sa fusion dans le Front de la liberté.
Son fondateur, Andries Treurnicht s'opposait aux réformes de l'apartheid, menées successivement par le premier ministre puis Président Pieter Botha et par le président Frederik de Klerk.

## Fondation du parti conservateur (1982)
Le congrès fondateur du parti conservateur a lieu le 20 mars 1982 à Pretoria avec le soutien d'anciens hauts dirigeants du parti national (NP) en rupture de ban, comme l'ancien ministre de la Justice et ancien président du sénat sud-africain Jimmy Kruger, l'ancien ministre de l'intérieur et de l'information Connie Mulder, ancien rival de Pieter Botha au poste de premier ministre d'Afrique du Sud et de président du Parti National et chef du Parti national-conservateur, l'ancien premier ministre et ancien président John Vorster et Betsie Verwoerd (la veuve d'Hendrik Verwoerd). 
Dirigé par l'ancien ministre et ancien chef charismatique du NP au Transvaal, Andries Treurnicht, le programme du parti conservateur est d'assurer la préservation de l'apartheid. Il échoue à rallier le petit HNP, refusant d'intégrer dans son programme l'imposition de l'afrikaans comme langue officielle unique et le rapatriement des indiens. 
Au parlement où il représente la droite conservatrice, le KP tente avec ses 22 députés, tous issus du NP, de donner une expression politique aux différents mouvements d'extrême droite existants y compris la radicale AWB d'Eugène Terreblanche.

## Ascension politique (1987-1992)
En 1987, le parti conservateur remporte le titre envié d'opposition officielle au parlement lors des élections générales. 
Aux élections municipales du 26 octobre 1988, le parti conservateur remporte une centaine de villes dans tout le pays dont 60 des 110 municipalités du Transvaal (Pietersburg, Brakpan, Carletonville, Boksburg, Potchefstroom …) manquant de peu la victoire à Pretoria avec 45 % des suffrages, ainsi qu'un quart des municipalités dans l'État libre d'Orange. 
En 1989, avec 39 députés et 33 % des votes, le KP atteint son apogée. Il recueille 43 % du vote afrikaner et 7,5 % du vote anglophone. 
Le démantèlement en cours de l'apartheid par le président Frederik de Klerk va décupler les manifestations de force des partisans du KP. 
En 1990, ils réunissent plus de 150 000 personnes au Voortrekker Monument de Pretoria pour la défense de l'identité afrikaner et le maintien de la domination blanche.
Les élections partielles de 1991 sont de véritables succès inespérés dans les anciens bastions du NP que ce soit à Uitenhage, province du Cap mais surtout à Potchefstroom, dans le Transvaal, véritable indicateur des rapports des forces politiques dans le pays. 
Acculé, De Klerk est obligé de trouver une solution politique pour endiguer la montée en puissance du KP au sein de l'électorat blanc. Il organise un référendum sur la poursuite des négociations constitutionnelles, fédérant sur le « Oui » les électeurs du NP et de l'opposition libérale du Parti démocratique contre les partisans du « Non » qu'ils soient au KP ou au HNP. 
Le 17 mars 1992, le parti conservateur subit sa première et plus cruciale défaite. Le « Oui » emporte plus de 68 % des voix. Le « Non » ne l'a emporté que dans la région du Nord Transvaal (Pietersburg). Même les fiefs du Transvaal et de l'Etat libre ont fait défaut au CP. À Kroonstad, bastion conservateur, le « oui » l'a emporté à 52 %. 
Le CP ne se relèvera pas de cette défaite. Elle l'oblige même à intégrer le processus de négociation.

## L'ultime combat (1993-1994)
En avril 1993, le chef charismatique du parti, Andries Treurnicht décède. Il est remplacé alors par le terne Ferdinand Hartzenberg. Ce dernier tente alors de confédérer le parti conservateur avec des mouvements noirs conservateurs comme l'inkhata zoulou dans une Alliance des Libertés. 
Ce dernier s'entre déchire en début d'année 1994 entre ceux désirant participer finalement aux élections et ceux y refusant. Le parti opte pour la non participation alors que Constand Viljoen choisit in extremis de participer aux 1res élections multiraciales sous les couleurs de son tout nouveau parti, le Front de la liberté (VF).

## Le crépuscule du KP (1994-2003)
Alors que le VF se retrouve avec 9 députés dans la nouvelle assemblée, le parti conservateur ne dispose plus d'aucun élu national et est laminé ensuite aux élections locales. 
À partir de 1996, le parti conservateur n'est plus qu'une coquille vide. Ses représentants ont choisi de se retirer de la vie politique ou de rejoindre le VF de Viljoen, voire de créer une énième émanation de l'extrême-droite afrikaner. 
En octobre 2003, Hartzenberg fond les restes du KP dans le front de la liberté, rebaptisé VF+, lequel obtiendra 4 députés (+ 1) lors des élections générales de 2004.